# Черноморнефтегаз
«Черноморнефтегаз» (укр. Чорноморнафтогаз) — предприятие, которое самостоятельно проводит разведку, освоение и разработку месторождений нефти и газа в крымском секторе Чёрного и Азовского морей, подготовку углеводородного сырья, его транспортировку и хранение.
На шельфе Чёрного и Азовского морей и в сухопутной части Крыма «Черноморнефтегаз» разрабатывает два газоконденсатных, семь газовых и одно нефтяное месторождения.
«Черноморнефтегаз» осуществляет бесперебойное снабжение природным газом потребителей Крыма. Является одним из бюджетообразующих предприятий в Крыму.
Из-за «аннексии Россией полуострова» предприятие находится под международными санкциями Евросоюза, США, Великобритании и ряда других стран.

## История

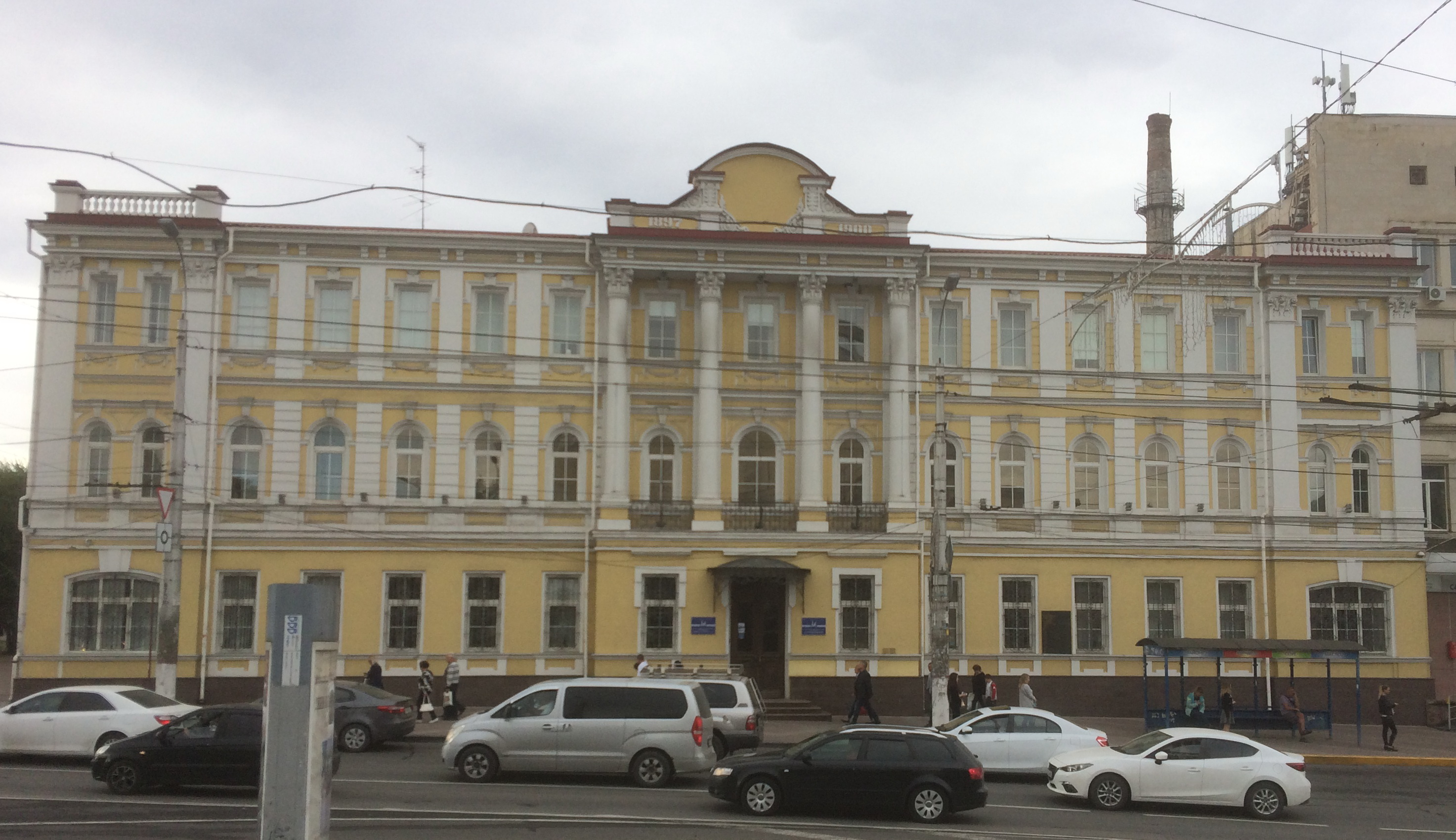
Главный офис в Симферополе, бывшее здание казённой палаты, 1897—1900 гг. Архитектор А. И. Карапетов

Государственное акционерное общество по добыче и транспорту нефти и газа «Черноморнефтегаз» является правопреемником производственного объединения «Черноморнефтегазпром», созданного на основании приказа Министерства газовой промышленности СССР от 20 октября 1978 года № 209.
В 1998 году реорганизовано в государственное акционерное общество «Черноморнефтегаз», с 2011 года — в публичное акционерное общество, 100 % акций которого принадлежит НАК Нафтогаз Украины.
В 2002 году компанией было проведено обустройство Восточно-Казантипского месторождения (извлекаемые запасы газа — 4,1 млрд м³), что позволило поднять добычу природного газа до 817,5 млн м³ (на 11 % выше показателя 2002 года). С 2003 года компанией было начато обустройство Северо-Булганакского месторождения. Эти мероприятия совместно с дообустройством на Восточно-Казантипском газовом и Семеновском нефтяном месторождениях позволили нарастить добычу газа на 27 % (до 1,04 млрд м³) и нефти на 8,5 % (до 10,2 тыс. т). При освоении шельфа Азовского моря компанией была использована технология многоствольного бурения и размещения оборудования непосредственно на морском дне.
С 2006 года компанией начато обустройство Одесского газового месторождения, начальные геологические запасы газа — 21 млрд м³. В 2012 году компания приобрела две СПБУ у сингапурской компании Keppel — они приступили к добыче на стационарной платформе БК-1 Одесского месторождения. В этом же году посредством работ по дообустройству Архангельского и Штормового месторождений компании удалось увеличить общую добычу на 10,5 %, достигнув показателя в 1,17 млрд м³.
К 2013 году платформы БК-1, БК-2 и БК-3 на Одесской и Безымянной структурах были соединены с внутренней газотранспортной сетью компании подводным газопроводом: начались поставки газа, добываемого на месторождениях. Главным образом за счёт этих мероприятий удалось добиться резкого увеличения уровня добычи — до 1,65 млрд м³.
17 марта 2014 года парламент самопровозглашённой Республики Крым объявил о национализации компании. Принятым постановлением было создано Крымское республиканское предприятие «Черноморнефтегаз», перерегистрированное российскими властями в государственное унитарное предприятие Республики Крым «Черноморнефтегаз» 29 ноября 2014 года.
В марте 2014 года, во время российской интервенции в Крым, подразделениями Вооруженных сил Российской Федерации были захвачены украинские буровые вышки (известные как «вышки Бойко»), принадлежавшие «Черноморнефтегазу». Вышки в то время находились в территориальных водах Украины на Одесском газовом месторождении.
Украинские власти, в ответ на решения крымских властей о национализации, заявили о намерении обратиться в международные суды. 10 октября 2014 года Генеральная прокуратура Украины начала уголовное производство «по факту противоправного завладения имуществом публичного акционерного общества ГАО „Черноморнефтегаз“».
Осенью 2014 года глава Республики Крым Сергей Аксёнов заявил о выявленных фактах хищения и растраты средств в «Черноморнефтегазе». Он сказал, что на предприятии, по «предварительным данным, ежедневно похищают не менее 100 т газового конденсата», а также «были созданы различные схемы закупки материальных ценностей по завышенной стоимости». Члены правления «Черноморнефтегаза» были отстранены от руководства предприятием. Позднее прокурор Республики Крым Наталья Поклонская сообщила, что два уголовных дела возбуждено по факту крупных хищений на «Черноморнефтегазе».
В марте 2015 года правительство Крыма передало «Черноморнефтегазу» имущество ГУП РК «Крымский Топливный Альянс», в том числе — крупнейшую на полуострове Феодосийскую нефтебазу и сеть из 36 АЗС, работавших под брендом «Укрнафта» и до осени 2014 года принадлежавших группе «Приват» Игоря Коломойского.
В декабре 2015 года, «в связи со сложной международной обстановкой, а также возможными рисками утраты активов ГУП РК „Черноморнефтегаз“» (двух буровых установок В-312 и В-319 общей стоимостью около 25 млрд рублей), была проведена перестановка установок с Одесского газового месторождения в подконтрольные России воды Крыма. МИД Украины осудил данные действия, заявив, что Россия нарушает Конвенцию ООН по морскому праву, «осуществляя разработку природных ресурсов в территориальном море и на континентальном шельфе Украины». «Черноморнефтегаз» также заявил о попытке турецкого судна помешать перемещению буровой установки В-312, создав аварийную ситуацию. Представители компании также сообщили, что судно под флагом Турецкой Республики изменить курс принудили сторожевой катер пограничной службы ФСБ и ракетный катер Черноморского флота РФ. Тем не менее в ФСБ России заявили, что судно под турецким флагом не мешало перемещению платформ «Черноморнефтегаза» в Чёрном море. Инцидент произошёл на фоне резкого ухудшения российско-турецких отношений.
20 июня, в ходе вторжения России в Украину, Украина нанесла ракетный удар по буровым платформам в Чёрном море, захваченным РФ в 2014 году в ходе российской интервенции в Крым. Удар вызвал крупный пожар, три человека получили ранения, семеро числились пропавшими без вести. После обстрела платформ была полностью прекращена морская добыча природного газа, составлявшая 90 % той добычи, которую предприятие осуществляло в рамках производственной деятельности и в которой у предприятия осталась только добыча нефти и осуществление транспортировки газа. В связи с этим утеряны доходы — на 2023 год предприятие планирует иметь дефицит бюджета в размере 5 млрд рублей.

## Специализация

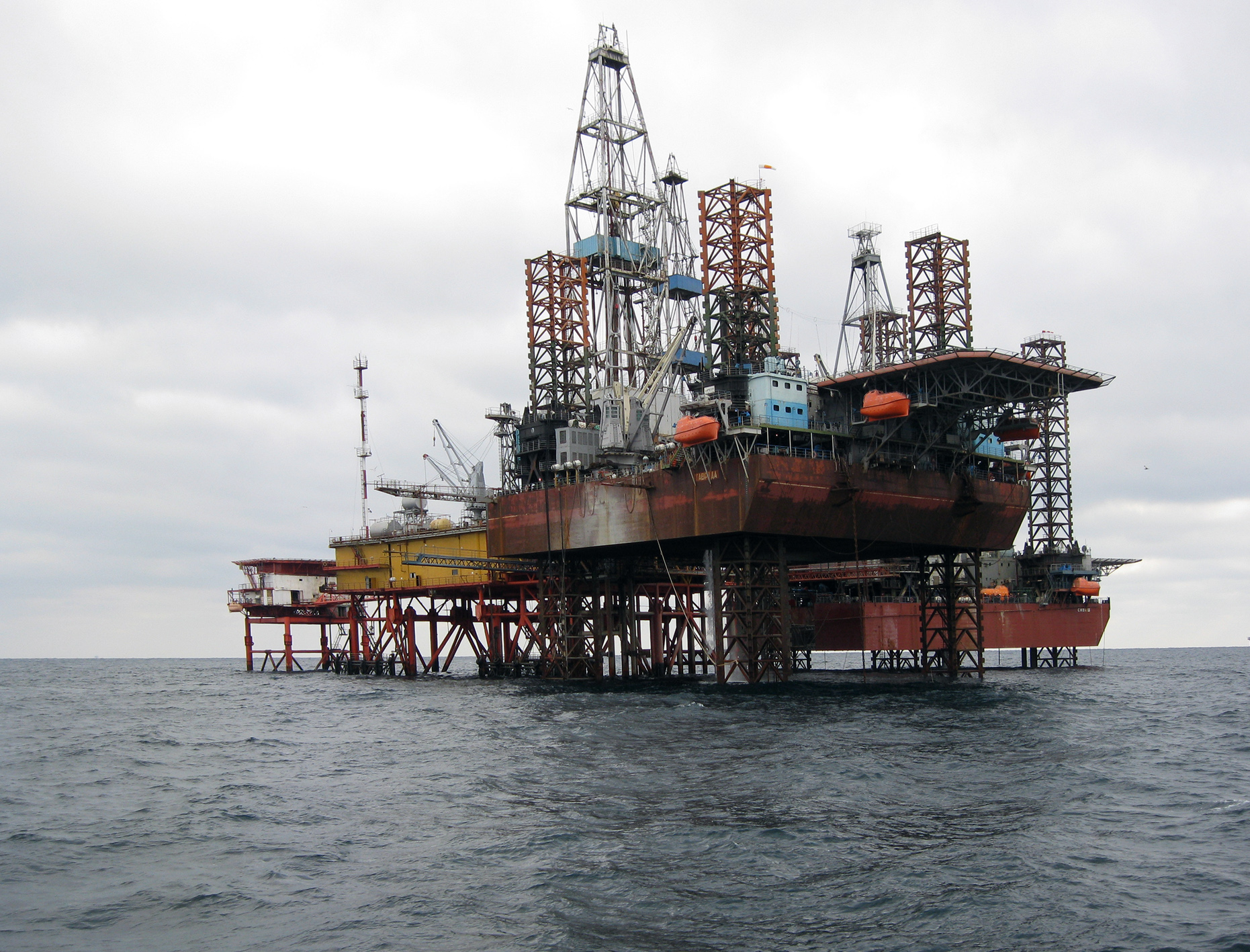
Платформа «Черноморнефтегаза»

В ведомстве находится 2 газоконденсатных (Голицинское и Штормовое), 6 газовых (Архангельское, Джанкойское, Задорненское, Восточно-Казантипское, Северо-Булганакское и Одесское) и одно нефтяное (Семёновское) месторождение.
Помимо добычи нефти и газа «Черноморнефтегаз» занимается разведкой и бурением скважин на шельфе Чёрного и Азовского морей. Компания обустраивает платформы, прокладывает магистральные трубопроводы, хранит природный газ в подземных хранилищах, обеспечивает надлежащее транспортирование газа в дома жителей Крыма, фрахтует суда.
Показатели (на 2014 год):
- добыча природного газа — 2000 млн м³;
- добыча нефти — 9000 тонн.

## Самоподъёмные буровые установки
- «Сиваш». Построена в 1979 году[53][54].
- «Таврида». Построена на судостроительном заводе «Красные Баррикады» (г. Астрахань, РФ) в 1995 году[55].

- В-312 «Пётр Годованец». Построена в 2010 году[56] и приобретена в 2012 году в Сингапуре у компании «Keppel FELS»[57][58].
- В-319 «Незалежність» («Независимость»). Построена и приобретена в 2012 году в Сингапуре у компании «Keppel FELS»[57][58].

## Руководство
В разное время во главе компании находились:
- Франчук, Игорь Анатольевич (2001—2006)
- Присяжнюк, Анатолий Иосифович (2006—2009)
- Ясюк, Валерий Николаевич (2009—2014)
- Харитонов, Николай Борисович (2014)
- Бейм, Сергей Геннадьевич (2014—2015)
- Шабанов, Игорь Александрович (с 2015)